# Griesbach (Mähring)
Griesbach ist ein Pfarrdorf im oberpfälzischen Landkreis Tirschenreuth, nahe der Grenze zur Tschechischen Republik. Es liegt im Oberpfälzer Wald und ist ein Gemeindeteil des Marktes Mähring.

## Geschichte
Griesbach wurde wahrscheinlich nach 800 als ein fränkischer Kronbezirk gegründet, der mit fränkischen Königsbauern besetzt wurde. Die Besiedlung von Griesbach wird in Zusammenhang gestanden haben mit den beiden böhmischen Feldzügen Karls des Großen in den Jahren 805 und 806. Im Anschluss an diese Feldzüge sei Griesbach mit den umliegenden bach-Orten zur Grenzsicherung ins Leben gerufen worden. Diese These wird dadurch bestärkt, dass Griesbach mit der Pfarrkirche St. Martin eine Kirche hat, die dem heiligen Martin, dem Schutzheiligen des Frankenreiches, geweiht ist. Griesbach sei damals schon mit einer eigenen Gerichtsbarkeit ausgestattet worden.
Das frühere Reichsdorf mit mehreren dazugehörenden Orten wurde 1285 zum ersten Mal urkundlich erwähnt, als von Herzog Heinrich XIII von Bayern das Patronatsrecht der Kirche St. Martin zu Griesbach dem Kloster Reichenbach am Regen übertragen wurde. Schon damals war Griesbach eine Pfarrei. Sie ist die höchstgelegene Pfarrei der Oberpfalz (die Kirche liegt auf 710 m ü. NN).
Am 12. Mai 1296 verpflichtete sich König Adolf von Nassau gegenüber dem Kloster Waldsassen zur Stiftung eines Seelgerätes von 200 Mark Silber und dafür die Reichsdörfer Bärnau, Griesbach und Hohenthan als Pfand einsetzte. Diese Verpfändung wurde 1313 in einen Kauf zugunsten des Klosters Waldsassen umgewandelt, an das 1319 auch das Patronatsrecht überging. Als Verkäufer und damit letzte Besitzinhaber dieser Reichslehen vor der Vergabe an das Kloster Waldsassen treten Albrecht von Seeberg (Besitzer der Stadt Tachau und benannt nach der Burg Seeberg bei Eger) und die Vögte von Plauen auf. Wann diese in den Besitz der Reichsdörfer Bärnau, Griesbach und Hohenthan gekommen sind, lässt sich nicht mehr ermitteln.
Auch nach der Besitzübertragung an das Kloster Waldsassen hatte die Herrschaft von Tachau (Westböhmen) eine Anzahl von Rechten in Griesbach und anderen Orten. 
Das Urbar (Salbuch) der Herrschaft Tachau aus dem Jahre 1555 führt an, dass „die zum Stift Waldsassen gehörenden Dörfer Mähring und Grießbach und das zu Bärnau gehörende Naab“ einen Schutzzins zu zahlen hatten. Die Zahlungen waren in Geld zu leisten und jeweils an St. Georgi, St. Galli und an Lichtmeß an die Herrschaft Tachau abzuliefern. Im genannten Urbar von 1555 sind auch Naturallieferungen als Schutzzins aufgeführt und zwar unter „Grießbach“: „12 Hühner, 5 Schock Eier, 12 Käse“, die bis 1666 unverändert geblieben sind.
Die jahrzehntelangen Grenzfehden zwischen dem Kloster Waldsassen und Herzog Heinrich XIII. von Bayern einerseits und der mächtigen böhmischen Herrschaft der Seeberg zu Tachau andererseits trug zur Wüstungsentstehung von Griesbach und zahlreichen anderen Dörfern dieses Raumes bei. Kurz nach 1300 wurde das „castrum“ Griesbach zerstört und das Dorf Griesbach lag „oede“.
Griesbach hatte ein Richteramt. Diese Vermutung wird durch mehrmalige Nennung des „Richters von Griesbach“ untermauert. Unterm 16.10.1326 werden die "Richter von Griesbach" und Hohenthan als Vertragsvermittler genannt. Ferner wird im Jahr 1560 ein Sohn des "verstorbenen Richters von Griesbach" genannt, an dem das Kloster Waldsassen das Dorf Ebersberg auf drei Jahre verpfändete. 
Um 1400 gehörten zum Richteramt Griesbach folgende Orte (in der heutigen amtlichen Schreibweise): Griesbach, Asch, Laub, Lauterbach, Redenbach, Hiltershof, Poppenreuth b. Tirschenreuth, Reisach sowie die Wüstungen (in der Schreibweise des Originals) Karlsreut, Kotzenreut, Gehay und Ebersperch.
Nach 1434 wurde der Gerichtssitz Griesbach nach Poppenreuth bei Tirschenreuth verlegt. Im Mannbuch des Stiftes Waldsassen von 1560 ist als Gerichtssitz nicht mehr Griesbach, sondern Poppenreuth aufgeführt.
Das bayerische Urkataster zeigte Griesbach in den 1810er Jahren als ein Angerdorf mit 27 Herdstellen, der Pfarrkirche St. Martin, ihrem Gottesacker und vier Weihern. Die meisten der Anwesen sind als Vierseithöfe angelegt und drängen sich um den Dorfanger. Sie besitzen zwar allesamt stattliche, aber unzusammenhängende und durch Erbfolge stark zersiedelte Wirtschaftsflächen.
Die einst flächenmäßig drittgrößte Gemeinde im Landkreis Tirschenreuth bestand aus Asch, Ebersberg, Griesbach, Groppenmühle, Laub, Lauterbach und Redenbach. Sie wurde im Zuge der Gebietsreform in Bayern am 1. Mai 1978 aufgelöst und in den Markt Mähring eingegliedert. Im Jahr 1970 lebten 327 Einwohner in Griesbach, 1987 waren es 333.

## Adelsgeschlecht
Die Herren von Griesbach, ein altes und verbreitetes Dynastengeschlecht jener Zeit, verkauften 1379 ihre Herrenrechte und ausgedehnten Besitzungen ebenfalls an das reichsunmittelbare Kloster Waldsassen.
Das Wappen der Edlen (Ritter) von Griesbach zeigt in einem Schild einen Türhaspel (Türangel), was aus der böhmischen Grenzlage kommen könnte: Griesbach als Tor (Törl bei Reichenbach) am Uraltweg nach Böhmen. Eine verwandtschaftliche Beziehung mit dem böhmischen Geschlecht Griespek von Griespach ist nicht bekannt.

## Persönlichkeiten
- Griesbach war der Heimatort der Vorfahren des berühmten Sprachenforschers Johann Andreas Schmeller.

## Baudenkmäler
Neben der Pfarrkirche sind in Griesbach zwei Bildstöcke, ein Steinkreuz, das Gütlerhaus  sowie einer der Vierseithöfe als historische Bausubstanz in situ erhalten und als Baudenkmale geschützt.